# Rossia
Rossia ist eine Gattung aus der Familie der Zwergtintenfische.

## Merkmale
Rossia sind kleine Tintenfische, die Mantellänge vieler Arten beträgt weniger als 50 mm. Die Schale ist auf einen chitinösen Gladius reduziert. Der Mantel ist kurz, weit und beutelartig. Der hintere Flossenlappen ist frei, groß und rund. Ein Tintenbeutel ist vorhanden und funktionsfähig, die analen Klappen sind gut entwickelt. Um die Mundregion befinden sich 10 Gliedmaßen, die Saugnäpfe sind mit chitinösen Ringen ausgestattet. Die beiden ersten Arme sind Hectocotyles. Die Saugnäpfe in der Mitte der Arme II und III sind nicht sehr vergrößert. Die Keulen der Fangtentakel sind verbreitert mit 6 bis 12 Saugnäpfen in einer Reihe. Eine Mundmembran ist vorhanden. Alle Zähne der Radula haben eine einzelne Spitze.

## Verbreitung
Das Verbreitungsgebiet umfasst die Arktis, den borealen Atlantik und Pazifik sowie den tropischen westlichen Atlantik.

## Lebensraum und Lebensweise
Rossia sind benthische Zwergtintenfische die im Allgemeinen in Tiefen von mehr als 50 m vorkommen.

## Arten
- Rossia brachyura
- Rossia bullisi
- Rossia glaucopis
- Rossia macrosoma
- Rossia megaptera
- Rossia moelleri
- Rossia mollicella
- Rossia pacifica
  - Rossia pacifica diegensis
  - Rossia pacifica pacifica
- Rossia palpebrosa
- Rossia tortugaensis